# Mariaca Semprún
Mariaca Semprún  venezuelai színésznő és énekesnő.

## Élete
Mariaca Semprún Venezuelában született.
Karrierjét 2008-ban kezdte a La vida enterában, ahol Marivi Bello szerepét játszotta.
2010-ben megkapta Shirley Gómez szerepét a La mujer perfecta című telenovellában.
2012-ben Talía Florest alakította a Mi ex me tiene ganas című sorozatban.

## Filmográfia
| Év   | Eredeti Cím          | Cím | Szerep                                            |
| ---- | -------------------- | --- | ------------------------------------------------- |
| 2008 | La vida entera       |     | Marivi Bello                                      |
| 2010 | La mujer perfecta    |     | Shirley Pastora Gómez Valdés 'La Popular Shirley' |
| 2012 | Mi ex me tiene ganas |     | Talía Flores                                      |